# کاراچو
کاراچو (به پرتغالی: Careaçu) یک منطقهٔ مسکونی در برزیل است که در میناز ژرایس واقع شده‌است. کاراچو ۶٬۷۹۲ نفر جمعیت دارد.